# ¡Qué animal!
¡Qué animal! és un programa documental de divulgació científica de La 2 de TVE en el qual la biòloga Evelyn Segura viatja per la geografia espanyola per a descobrir la fauna dels llocs més representatius. La sèrie documental va començar la seva emissió el 14 de maig de 2017.
Cada capítol està relacionat amb una temàtica com ara animals amb superpoders, verinosos, cavernícoles... Segura entrevista científics especialitzats en cada temàtica i realitza sorprenents experiments per a il·lustrar diferents conceptes que s'expliquen al programa.